# Альдоль

Загальна формула альдолів; якщо R" = Н, то сполуку можна назвати β-гідроксиальдегідом, а якщо R" представлений карбоновим ланцюгом — то β-гідроксикетоном.

Альдо́ль (англ. aldol, aldol adduct) — органічна сполука, що містить карбонільну групу та гідроксильну групу в позиції β до першої. Альдолі є продуктами альдольної конденсації, мова про ці сполуки також зазвичай йде в контексті альдольної конденсації.
Історично, термін «альдоль» також є тривіальною назвою сполуки 3-гідроксибутаналь.

## Відкриття
Реакція альдольної конденсації була виявлена в 1872 році французьким хіміком Шарлем Адольфом Вюрцом і залишається основним елементом органічного синтезу.
Олександру Бородіну також приписують відкриття цієї реакції. У 1872 році Бородін оголосив Російському Хімічному Товариству про відкриття в реакціях альдегіду нового продукту із властивостями подібними до алкоголю і схожими із сполуками, які вже було обговорено у публікаціях Вюрца того ж року.